# Каркасс (Фолклендские острова)
Каркасс (англ. Carcass Island, исп. Isla del Rosario) — остров в составе архипелага Фолклендские острова, который находится в южной части Атлантического океана. Расположен к северо-западу от острова Западный Фолкленд и к юго-востоку от группы островов Джейсон-Айлендс. На юго-западном побережье Каркасса имеется поселение Порт-Пэттерсон.
Остров был назван по имени бомбардирского корабля королевского военно-морского флота Великобритании. Испанское название происходит от слова «розарий».

## География
Составляет около 10 км в длину и 2,5 км в ширину (в самой широкой части). Площадь острова — 18,94 км². Высшая точка Каркасса составляет 220 м над уровнем моря. Северо-восточное побережье представлено скалами и склонами, тогда как на северо-западном побережье имеются песчаные бухты.
Характерна богатая авифауна, сохранению которой способствует полное отсутствие на острове крыс.